# Varhanická škola Leoše Janáčka
Varhanická škola Leoše Janáčka v Brně byla hudební škola se zaměřením na výuku mladých hráčů na varhany a zpěváků, zejména v oblasti duchovní hudby.
Škola sídlila v Chleborádově vile v parčíku na Janáčkově náměstí, s průčelím do Kounicovy ulice a se vstupem ze Smetanovy ulice v Brně. V budově sídlí Základní umělecká škola varhanická Brno.

## Historie

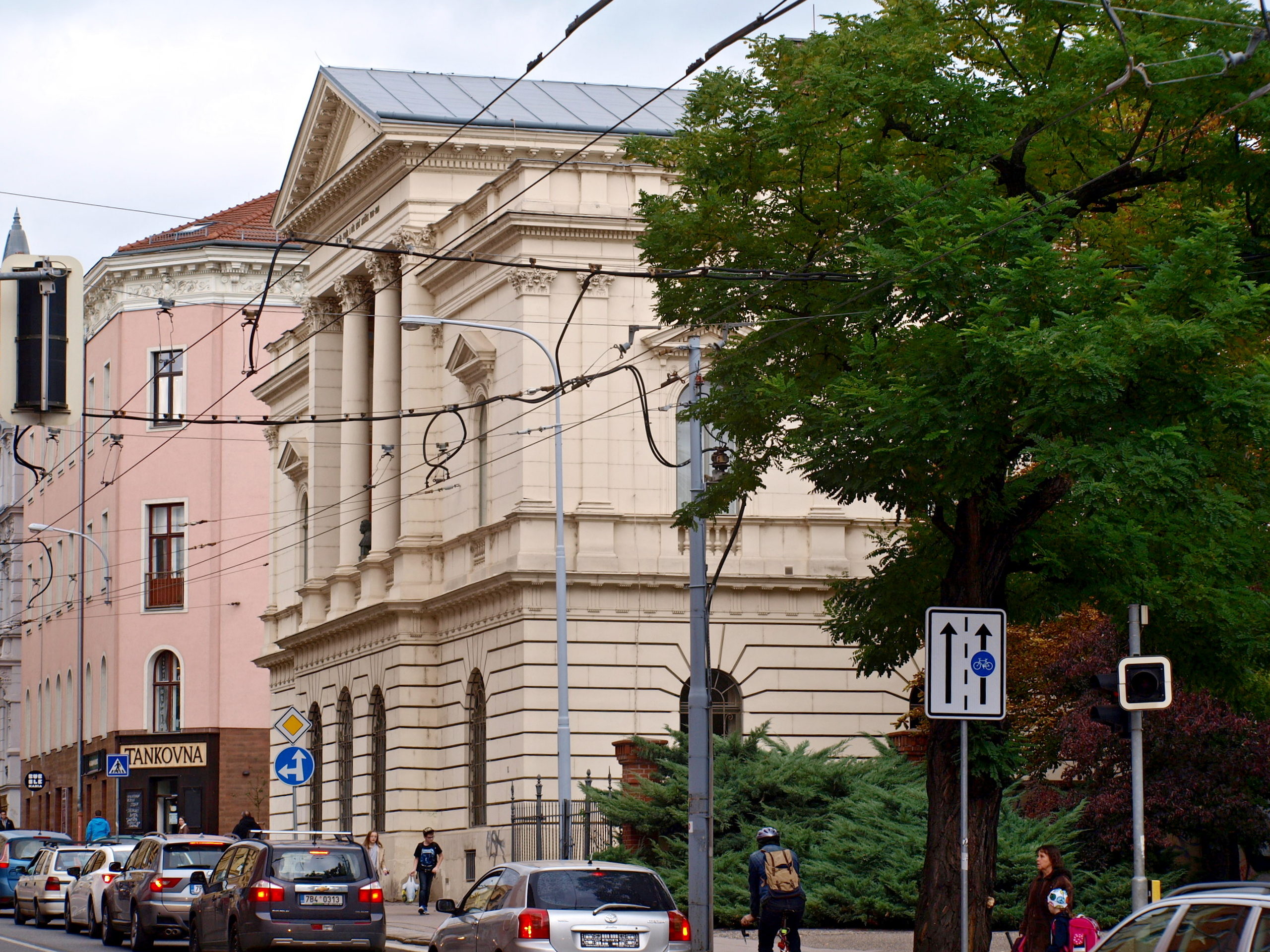
Pohled na varhanickou školu z Kounicovy ulice

Školu založil v roce 1881 hudební skladatel Leoš Janáček společně se svým tchánem Emiliánem Schulzem. Důvodem založení nové školy byla Janáčkova nespokojenost s dosavadním způsobem hudební výuky na jiných školách. Instituci inspirovanou podobnými školami ve Vídni a v Praze založil Janáček s pomocí členů aristokracie a církevních osobností v rámci Jednoty na zvelebení církevní hudby na Moravě a za pomoci nadace Thurn-Valsassina z roku 1648.
Výuka zpočátku probíhala na různých místech Brna. V Chleborádově vile sídlila škola od roku 1908. Varhanická škola po vzniku Československa rozštěpila, jedna část se v roce 1920 stala státní konzervatoří, druhá pokračovala dál jako škola Jednoty pro zvelebení církevní hudby na Moravě (jednota zrušena v roce 1951, roku 1992 na ni navázal spolek Musica sacra – Jednota na zvelebení církevní hudby na Moravě). 

## Studenti školy
- Vladimír Ambros
- Břetislav Bakala
- Vojtěch Blatný
- Emil Burejsa
- Augustin Homola
- Cyril Metoděj Hrazdira
- Jan Kunc
- Eduard Marhula
- Josef Martínek
- Bohumír Pokorný
- Jan Nepomuk Polášek
- Jaroslav Stuka
- Vincenc Šťastný
- Dominik Wünsch[3]